# سوزان مورلي
سوزان مورلي (بالإنجليزية: Susan Morley) هي منافسة ألعاب القوى بريطانية، ولدت في 6 يناير 1960 في Swinton, South Yorkshire ‏ في المملكة المتحدة.

## وصلات خارجية
- سوزان مورلي على موقع الاتحاد الدولي لألعاب القوى (الإنجليزية)
- سوزان مورلي على موقع أوليمبيديا (الإنجليزية)